# Rio Cajari (vattendrag)
Rio Cajari är ett vattendrag i Brasilien.   Det ligger i delstaten Amapá, i den norra delen av landet, 1 700 km norr om huvudstaden Brasília.
Runt Rio Cajari är det mycket glesbefolkat, med 2 invånare per kvadratkilometer.